# 阿里斯托布魯斯一世
阿里斯托布魯斯一世也翻译为亚里士多德一世（Aristobulus I，？—前103年，羅馬化：Aristóboulos，直译：「最佳建议」）或犹太的亚里士多德一世（Judah Aristobulus I）希伯來人，犹太国家哈斯蒙尼王朝的第一任国王（公元前104年-前103年），在位僅一年后隨即因病去世。
他是约翰·海卡努斯五个儿子中的长子。亚里士多德希伯来语的名字为犹大。他也被称为“菲勒海琳”，这意味着他是希腊文化的仰慕者。约瑟夫斯说，他是“四百八十三年三个月”以来从巴比伦之囚返回以来建立君主专制的第一位犹太人。
亚里士多德不仅是哈斯蒙尼王朝马加比家族第一位犹太国王，而且也是犹太国王中首位同时获得大祭司和王权头衔的国王。撒都该人和艾赛尼派不管亚里士多德用王的称号，但法利赛人愤怒了，他们认为王权只能由大卫王的后裔掌握。于是法利赛人开始大规模的叛乱，但是在亚里士多德死后叛乱者才被处置。亚里士多德一生的历史来源于弗拉维奥·约瑟夫斯的《犹太古史》和《犹太战史》。亚里士多德的统治特別注意对犹太文化的加利利以及本地的闪米特人称为“伊图尔伊”。